# Monenchodesmus tiganus
Monenchodesmus tiganus är en mångfotingart som beskrevs av Chamberlin 1957. Monenchodesmus tiganus ingår i släktet Monenchodesmus och familjen Dalodesmidae. Inga underarter finns listade i Catalogue of Life.